# Asaccus montanus
Asaccus montanus е вид влечуго от семейство Phyllodactylidae. Видът е уязвим и сериозно застрашен от изчезване.

## Разпространение
Разпространен е в Оман.